# FC Victoria Brănești
A Victoria Brănești román labdarúgócsapat, székhelye Brănești városában található: Jelenleg a román másodosztályában szerepel. A mindössze nyolcezer lakosú kis település csapat a 2009–10-es szezonban fennállása során első alkalommal lépett fel a román élvonalba, ahonnan 2010–11-es szezont követően búcsúzott.